# يايي بوني
توماس يايي بوني (بالفرنسية: Boni Yayi)‏ (من مواليد 1 يوليو 1952) هو مصرفي وسياسي بنيني ورئيس جمهورية بنين منذ 6 أبريل 2006 . تولى منصبه بعد فوزه في الانتخابات الرئاسية لعام 2006 ومارس أعيد انتخابه لولاية ثانية في مارس 2011. كما شغل منصب رئيس الاتحاد الأفريقي من 29 يناير 2012 إلى 27 يناير 2013.

## سيرته
ولد بوني في تاشاورو، في قسم بورغو في شمال بنين، ثم مستعمرة داهومي الفرنسية. تلقى تعليمه في العاصمة الإقليمية، باراكو، ودرس في وقت لاحق الاقتصاد في الجامعة الوطنية في بنين. درس المصرفية في جامعة الشيخ أنتا ديوب في داكار، السنغال، والاقتصاد والسياسة في وقت لاحق في جامعة أورليان في فرنسا وباريس دوفين في جامعة، حيث أكمل درجة الدكتوراه في الاقتصاد في عام 1976 .
من 1980 إلى 1988 عملت بوني للبنك المركزي لدول غرب أفريقيا (بروندى) ، ليصبح نائب مديرها، ومقرها في داكار. في عام 1988 أصبح نائب المدير لشؤون التنمية المهنية في مركز غرب أفريقيا للدراسات المصرفية، وأيضا في داكار. من 1992-1994 كان يعمل في مكتب رئيس جمهورية بنين، نيسيفور سوغلو، المسؤول عن السياسة النقدية والمصرفية. وأخيرا في عام 1994 تم تعيينه رئيسا لل بنك التنمية لغرب أفريقيا (BOAD) . لعمله على التنمية لغرب أفريقيا تم تعيينه شوفالييه DE L' الوسام الوطني دي Mérite للجمهورية الفرنسية.
وقفت بوني كمرشح في الانتخابات الرئاسية لعام 2006 مارس. في الجولة الأولى من التصويت، المعقودة في 5 مارس 2006، بوني شملهم الاستطلاع 32 في المئة. أقرب منافس له، أدريان هونغبيدجي من حزب التجديد الديمقراطي، الذين شملهم الاستطلاع 25 في المئة. المتنازع عليها ستة وعشرون مرشحا في الانتخابات، التي أفيد أنها كانت سلمية ونزيهة. وعقدت جولة الإعادة بين بوني وهونغبيدجي في 19 مارس 2006، وفاز بوني مع ما يقرب من 75 في المئة من الاصوات. تولى منصبه يوم 6 أبريل 2006، خلفا ل ماثيو كيريكو.
في الأصل من عائلة مسلمة، بوني هو الآن متحول إلى البروتستانتية الإنجيلية. لديه خمسة أطفال، وزوجته شانتال (ني دي سوزا) ، وهو مواطن من المدينة الساحلية في أويدا، هي ابنة الرئيس السابق بول إميل دي سوزا وحفيدة من فرانسيسكو فيليكس دي سوزا، المعروف أيضا باسم تشاتشا دي سوزا، الذي كان تاجر رقيق البرازيلي ونائب الملك في أويدا.
أعيد انتخابه في عام 2011 بوني، مع 53.18 في المئة من الاصوات في الجولة الأولى بما فيه الكفاية لتجنب انتخابات الإعادة. وهو أول رئيس للفوز في الانتخابات دون جولة الإعادة منذ استعادة الديمقراطية في عام 1991.

## محاولات لاغتياله
في 15 مارس 2007، ونجا يايي بوني كمين على موكبه بالقرب من قرية Ikemon بينما كان عائدا من تجمع انتخابي في بلدة Ouesse للانتخابات البرلمانية القادمة. المهاجمين سدوا الطريق مع الاشجار المتساقطة، وأطلقوا النار على السيارة التي تحمل عادة على الرئيس، ولكن الرئيس بوني كان مسافرا في سيارة منفصلة. وأصيب عدد من مرافقيه في تبادل إطلاق النار الذي أعقب ذلك بين الحرس الرئاسي وأن يكون بين القتلة. ومع ذلك لا تزال هذه المعلومات غير مؤكدة لأن جميع مصادر مدعيا محاولة الاغتيال تأتي من معسكر الرئيس. التحقق من مثل هذه المعلومات لا يزال من المستحيل حتى الآن.
في 23 تشرين الأول 2012، أعلنت هيئة الإذاعة البريطانية أن الطبيب الرئيس، ابنة، ووزير التجارة السابق قد اعتقل في مؤامرة لتسميم الرئيس. الحليف السابق للرئيس ورجل أعمال وبحسب ما ورد دفع ابنة ل تحل محل الدواء الرئيس مع «مادة سامة» بينما كان في زيارة دولة إلى بروكسل.

## روابط خارجية
- يايي بوني على موقع الموسوعة البريطانية (الإنجليزية)
- يايي بوني على موقع مونزينجر (الألمانية)